# 日立技術士会
日立技術士会 (ひたちぎじゅつしかい、英：Hitachi Professional Engineers Association) は日立製作所及び日立グループに所属している者のうち技術士や技術士補の資格を持つ者、およびそのOB・OGから構成される任意団体。
1984年4月設立。会長は東原敏昭。

## 構成
日立技術士会は会長、会長代行の役職を置き、以下の委員会及び事務局によって構成されている。
- 総務委員会
- 企画委員会
- 広報委員会
- 社会貢献推進委員会
- 志向倫理啓発委員会

会員は正会員および特別会員からなり、会員数は900人を超える。